# Czynnik termodynamiczny
Czynnik termodynamiczny – substancja ciekła lub gazowa przenosząca ciepło pomiędzy jego źródłami w maszynach cieplnych. Ze względu na zastosowanie do ogrzewania lub chłodzenia używa się nazw czynnik grzewczy oraz czynnik chłodniczy.

## Przykłady czynników termodynamicznych
- Woda – z uwagi na powszechne jej występowanie bardzo często wykorzystywana. Ma bardzo dużą pojemność cieplną, ciepło parowania i skraplania. Powszechnie używana jako nośnik chłodniczy i grzewczy. Była pierwszym czynnikiem stosowanym w silnikach cieplnych jako para (patrz: maszyna parowa). Obecnie stosowana w energetyce do napędu turbin parowych. W układach maszyn zarówno w postaci ciekłej jak i do wytwarzania pary stosuje się w większości wodę destylowaną, z uwagi na jej mniejsze właściwości korozyjne. Niestety woda i tak zawsze powoduje korozję, dlatego czasami stosuje się różnego rodzaju inhibitory.
- Spaliny – są czynnikiem we wszystkich silnikach spalinowych (także w turbinach spalinowych) - jako produkt spalania nie muszą być dostarczane z zewnątrz.
- Powietrze – czynnik łatwo dostępny i często wykorzystywany. Najczęściej używany do chłodzenia wszędzie tam, gdzie chłodzenie cieczą nastręczałoby problemów. Przykładowo: w małych silnikach spalinowych; w układach łopatkowych turbin; w elektrotechnice oraz elektronice do chłodzenia zasilaczy, układów scalonych, CPU, GPU i innych elementów. Powietrze jest też traktowane jako czynnik roboczy przepływając przez sprężarkę albo silnik pneumatyczny (turbinę).
- Freon – czynnik chłodniczy używany w chłodziarkach (lodówkach). Niegdyś bardzo popularny ze względu na bezpieczeństwo użytkowania i dobre właściwości termodynamiczne, jednak ze względu na udowodnioną szkodliwość działania na warstwę ozonową, a także jako gaz cieplarniany o istotnym wpływie na antropogeniczne ocieplenie klimatu, jego wykorzystanie zostało znacznie ograniczone.
- Butan – czynnik chłodniczy, który zastąpił freon w nowoczesnych chłodziarkach.
- Olej – chętnie używany jako czynnik grzewczy i chłodniczy, ponieważ łączy w sobie dobre własności termodynamiczne i smarne. Stosowany w silnikach; różnych urządzeniach mechanicznych w elektrotechnice (transformator olejowy) i w gospodarstwie domowym (grzejnik olejowy).
- Eutektyczny stop sodu z potasem – ciekły w temperaturze pokojowej, używany jako chłodziwo w pewnego typu reaktorach jądrowych

## Główne parametry czynników
- pojemność cieplna albo ciepło właściwe
- ściśliwość
- wykładnik adiabaty – związany jest z dwoma powyższymi
- lepkość
- temperatura wrzenia
- temperatura płynięcia
- gęstość